# 옵저버 (신문)

옵저버(영어: The Observer)는 영국의 매주 일요일 발행하는 신문이다.

## 같이 보기
- 케임브리지 사도회